# Équipe de Somalie des moins de 20 ans de football
Maillots
L'équipe de Somalie de football u20 est constituée par une sélection des meilleurs joueurs des moins de 20 ans somaliens sous l'égide de la Fédération de Somalie de football.

## Palmarès
- Coupe d'Afrique
  - Troisième en 1987
- Coupe CECAFA U20
  - Vainqueur en 1981

## Parcours en Coupe d'Afrique des nations des moins de 20 ans
- 1979 : Non qualifié
- 1981 : Non qualifié
- 1983 : Non qualifié
- 1985 : Non qualifié
- 1987 : Demi-Finaliste
- 1989 : Non qualifié
- 1991 : Non qualifié
- 1993 : Non qualifié
- 1995 : Non qualifié
- 1997 : Non qualifié
- 1999 : Non qualifié
- 2001 : Tour préliminaires
- 2003 : 1er tour
- 2005 : Tour préliminaires
- 2007 : Non qualifié
- 2009 : Tour préliminaires
- 2011 : Non qualifié
- 2013 : Non qualifié
- 2015 : 1er tour
- 2017 : 1er tour
- 2019 : Non qualifié
- 2021 : Tour préliminaires
- 2023 : Non qualifié
- 2025 : Non qualifié

## Parcours en Coupe du monde des moins de 20 ans
- L’équipe de la Somalie n’a jamais participé a une Coupe du monde de football des moins de 20 ans.